# Antonio Di Natale
Antonio Di Natale (Nápoly, 1977. október 13. –) olasz válogatott labdarúgó, 2004 és 2016 között az Udinese csatára, a 2009-2010-es és a 2010-2011-es olasz bajnokság gólkirálya.

## Korai évek
Totó, ahogy a szurkolók becézték Nápolyban született 1977. október 23-án. Két bátyja van, Paolo és Carmin, illetve két lánytestvére, Michela és Anna.

## Pályafutása

### Empoli
Bár Nápolyban született, az Empoliban kezdett játszani, első felnőtt csapata is a toszkán klub volt. Kisebb megszakításokkal egészen 1996-os bemutatkozásától 2004-ig a kis csapat játékosa volt. Az Empoli 1997-től 1999-ig alacsonyabb osztályú csapatoknak, név szerint az Iperzolának (jelenleg az ötödosztályban szerepel), a Varesének (harmadosztály) és a Viareggiónak (szintén harmadosztály) adta kölcsön őt. Utóbbi együttesben az 1998-1999-es idényben 25 mérkőzésen tizenkét gólt jegyzett. A következő szezont már újra nevelőklubjánál kezdhette, és az akkor másodosztályú klub színeiben 25 bajnokin hatszor talált az ellenfelek kapujába, az Empoli pedig a kilencedik helyen zárta a bajnokságot. A 2001-2002-es idény végén sikerült feljutniuk az Seria A-ba, és ebben kulcsszerepe volt Di Natalénak, aki tizenhat góllal a csapat házi gólkirálya lett. Az első élvonalbeli idénye nem sikerült túl jól, összesen ötször talált az ellenfelek hálójába. Az azt követő két szezont is az Empolinál töltötte, azonban a 2003-2004-es bajnokság végén elkerülhetetlenné vált a kiesés, a következő évtől újra a másodosztályban szerepelhetett csak az Empoli. Még itt játszott, mikor először meghívták az olasz válogatottba.

### Udinese

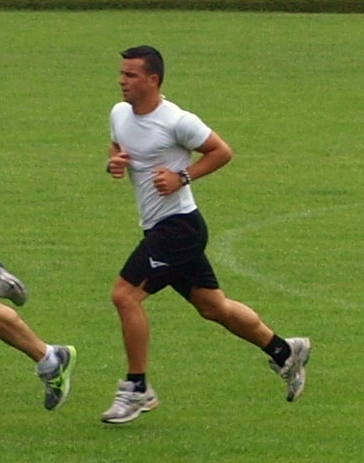
Di Natale az Udinese edzésén

Az Empoli kiesése után Di Natale a szintén első osztályú Udinéséhez szerződött. A 2004-2005-ös szezonban nagyszerű párost alkotott Vincenzo Iaquintával, kettőjük eredményes játéka a bajnokság negyedik helyéig repítette a friuli csapatot. Az évad során 33 bajnokin hét gólt szerzett.
A következő szezonban bemutatkozhatott a Bajnokok Ligájában, ahol az Udinese csoportjában a harmadik helyet szerezte meg. A klubhoz csatlakozott Fabio Quagliarella, vele még eredményesebb triót alkottak a támadó harmadban. 17 gólt szerzett az idény folyamán, egyre inkább meghatározó tagjává vált csapatának, aminek következtében 2007-ben megválasztották csapatkapitánynak, majd 2012 nyaráig szerződést hosszabbítottak vele.
2010 májusában pályafutása legeredményesebb szezonjára tekinthetett vissza, 29 bajnoki góljával megdöntötte Oliver Bierhoff egy szezonban szerzett gólcsúcsát, a német ezt 28 találattal tartotta. Május 9-én az AS Bari ellen megszerezte 100. élvonalbeli gólját. A szezon végén megválasztották a bajnokság legjobbjának, és a gólkirályi címet is elnyerte, és az Európai aranycipőért folyó versenyben is csak Lionel Messi végzett előtte. Kiérdemelte a bajnokság Fair play-díját is, miután a Lazio ellen Libor Kozák sérülése után gólhelyzetben megállította a játékot, és megvárta amíg az ellenfél játékosát ápolják az orvosok.

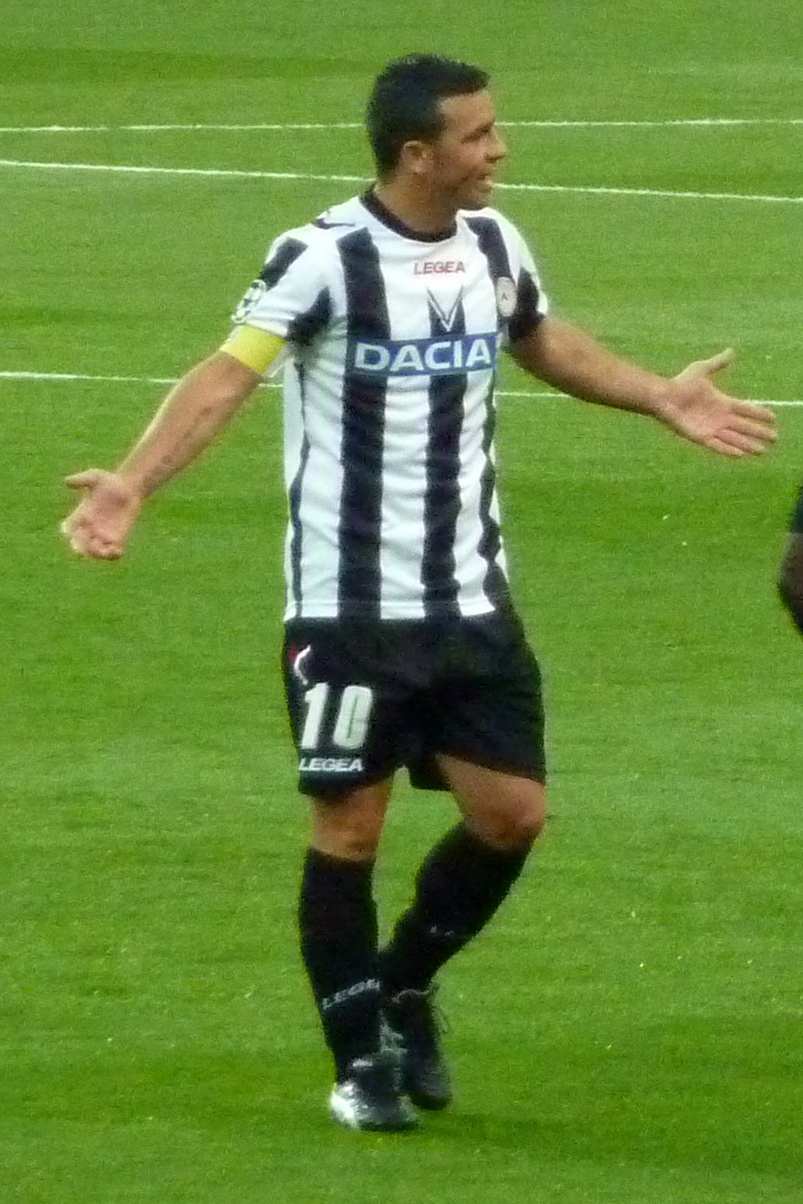
Di Natale az Udinese színeiben 2011-ben

2010. november 4-én először az US Lecce, majd a következő fordulóban az SSC Napoli ellen ért el mesterhármast. 2011. május 8-án az ő góljával győzték le, és előzték meg a Laziót a bajnokság negyedik helyén, ami azt jelentette, hogy ismét indulhattak a következő évi Bajnokok Ligája sorozatban. Ebben a szezonban 28 találattal zárt és újra gólkirályi címet szerzett, egész Európában is csak Cristiano Ronaldo és Lionel Messi volt eredményesebb nála.
2011. október 23-án góllal járult a Novara Calcio legyőzéséhez, aminek következtében az Udinese átvette a vezetést a bajnokságban. Ugyan az első helyet nem sikerült megtartani, de az utolsó fordulóban, a Catania ellen a következő évi BL-szereplést újra kiharcolták. A szezon végén Di Natale új, 2014 nyaráig szóló szerződést írt alá.
A 2012-2013-as szezonban a Siena ellen szerezte első góljait szeptember 16-án, azonban a mérkőzésen kiállították, a Siena pedig 2–2-es döntetlenre mentette a találkozót. 2013. január 6-án az ő góljával is verték az Internazionalét és a rossz szezonkezdet után feljöttek a táblázat nyolcadik helyére. A következő fordulóban a Fiorentina ellen duplázott, majd március 3-án megszerezte 150. élvonalbeli gólját. Az utolsó fordulóban ismét az Internazionale volt az ellenfél, Di Natale újra betalált, és az 5–2-es győzelem hatodik helyet, valamint Európa-liga indulást ért az Udinésének.
A 2013-2014-es idény előtt mesés ajánlatot kapott a Marcello Lippi irányította kínai Kuangcsou Evergrande csapatától, ő azonban visszautasította azt, mondván az Udinésében szeretné befejezni pályafutását. 2014. január 6-án,egy bajnoki vereséget követően a visszavonulásáról beszélt."Már döntöttem, júniusban abbahagyom a focit. Ez a már kialakult bennem." Március 8-án megszerezte 185. első osztályú gólját, ezzel megelőzte Gabriel Batistutát a vonatkozó ranglistán. Az idényt 14 góllal fejezte be, majd bejelentette, hogy korábbi kijelentése ellenére mégsem vonul vissza, újabb két évig csapata rendelkezésére áll.
A következő szezon nyitó fordulójában mindjárt két góllal kezdett, majd november 23-án megszerezte 200. Seria A-s gólját a 400. mérkőzésén. 2015. február 2-án az amerikai bajnokságban szereplő New York City évi nyolcmillió dolláros fizetéssel csábította, ő azonban ezt a lehetőséget is visszautasította. Április 28-án a 205. bajnoki góljával Roberto Baggiót is megelőzte az örökranglistán,és a bajnokság történetének hatodik legjobb góllövőjévé lépett elő, mindezt 37 évesen. Májusban ismét kijelentette, hogy befejezi, azonban hamar megváltoztatta véleményét mondván, egy idényt még vállal.
A 2015-2016-os idényben már nem rá épült az Udinese támadójátéka, utolsó bajnoki mérkőzését 2016. május 15-én játszotta a Carpi ellen, és a 2-1-re elvesztett mérkőzésen büntetőből gólt szerzett. Tizenkét éven át szolgálta az Udinését, ezalatt 385 bajnoki mérkőzésen 191 gólt szerzett, ami minden tétmérkőzést figyelembe véve 227 gólt és 63 gólpasszt jelent.

### Válogatott
A válogatottban 2002-ben, még Giovanni Trapattoni regnálása idején mutatkozott be. Az ellenfél Törökország volt. Egészen 2007-ig a mindenkori szövetségi kapitány kevésszer számított a játékára, akkor is csak barátságos meccsekre, stabil tagságot ekkor szerzett a válogatott keretben.
2008-ban, az Eb-selejtezőkön már állandó kerettag volt, és jól is játszott, Ukrajna ellen például két gólt szerzett.
A 2008-as Európa-bajnokságon, bár játszott, játéka amiatt marad emlékezetes, hogy a spanyolok elleni büntetőpárbajban a saját lövését elhibázta. Ezzel döntetlen lehetett volna az állás, ehelyett Spanyolország jutott tovább. A 2009-es konföderációs kupát egy térdsérülés miatt kellett kihagynia, amit a válogatottban, egy Montenegró elleni barátságos mérkőzésen szenvedett el. A 2010-es világbajnokságon három mérkőzésen játszott, a Szlovákia elleni meccsen gólt szerzett, de az olasz válogatott nem jutott tovább a csoportjából.

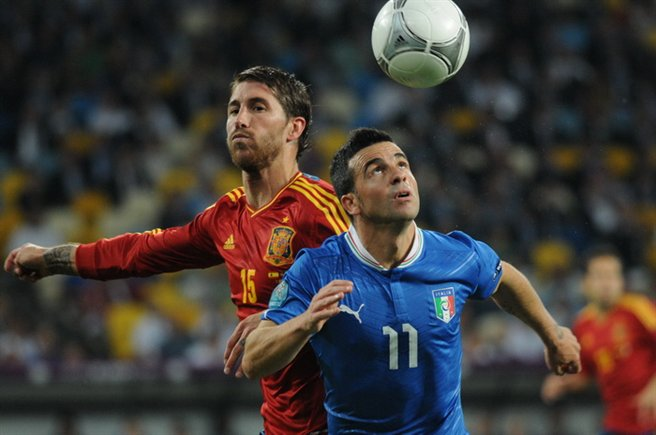
Di Natale (jobbra) a 2012-es Európa-bajnokság döntőjében.

A 2012-es Európa-bajnokságon is számított rá Cesare Prandelli, Di Natale a torna során öt mérkőzésen lépett pályára, csak az angolok elleni negyeddöntőt hagyta ki. Az első mérkőzésen ő lőtte az olaszok gólját a spanyolok elleni 1–1-es döntetlen alkalmával. A címvédő csapat ezt az egy gólt kapta az egész torna során. A döntőben a hispánok sima 4–0-s győzelmet arattak, az olaszoknak az ezüstérem jutott.
Az Európa-bajnokság után Di Natale lemondta a válogatottságot. Prandelli ugyan hívta, hogy játsszon a 2013-as konföderációs kupán, de ő elutasította a lehetőséget, ezt követően pedig Prandelli a későbbiekben nem számított rá.
A válogatottban 42 találkozón kapott lehetőséget, ezalatt 11 gólig jutott.

## Megítélése a pályán kívül
Sokan korosztálya egyik legjobb csatárának tartották, pályafutása során kétszer is gólkirályi címet nyert a Serie A-ban, és egy ízben a bajnokság legjobbjának is megválasztották. Gólérzékenysége mellett klubhűségével érdemelte ki a szurkolók szeretetét. Kiváló rúgótechnikájú szabadrúgáslövőnek számított.

## Magánélete
Pályafutása kezdetén, 19 éves korában ismerte meg későbbi feleségét, Ilenia Bettit, akit 2002. június 15-én vett feleségül. Két fiuk született, Fillipo és Diletta. 2010-ben a gyerekek és a családja érdekében, akik Udinében nőttek fel - utasította vissza a Juventus ajánlatát. Di Natale támogatja elhunyt csapattársa, Piermario Morosini értelmi fogyatékkal élő testvérét.

## Statisztika
2016. május 15-én frissítve.

### Klub
| Klub                   | Szezon         | Bajnokság     | Bajnokság | Coppa Italia  | Coppa Italia | Nemzetközi kupa | Nemzetközi kupa | Összesen      | Összesen |
| Klub                   | Szezon         | Pályára lépés | Gólok     | Pályára lépés | Gólok        | Pályára lépés   | Gólok           | Pályára lépés | Gólok    |
| ---------------------- | -------------- | ------------- | --------- | ------------- | ------------ | --------------- | --------------- | ------------- | -------- |
| Empoli                 | 1996–97        | 1             | 0         | 0             | 0            | 0               | 0               | 1             | 0        |
| Empoli                 | Összesen       | 1             | 0         | 0             | 0            | 0               | 0               | 1             | 0        |
| Iperzola (kölcsönben)  | 1997–98        | 33            | 6         | 0             | 0            | 0               | 0               | 33            | 6        |
| Iperzola (kölcsönben)  | Összesen       | 33            | 6         | 0             | 0            | 0               | 0               | 33            | 6        |
| Varese (kölcsönben)    | 1998           | 4             | 0         | 0             | 0            | 0               | 0               | 4             | 0        |
| Varese (kölcsönben)    | Összesen       | 4             | 0         | 0             | 0            | 0               | 0               | 4             | 0        |
| Viareggio (kölcsönben) | 1998–99        | 25            | 12        | 0             | 0            | 0               | 0               | 25            | 12       |
| Viareggio (kölcsönben) | Összesen       | 25            | 12        | 0             | 0            | 0               | 0               | 25            | 12       |
| Empoli                 | 1999–2000      | 25            | 6         | 5             | 1            | 0               | 0               | 30            | 7        |
| Empoli                 | 2000–01        | 35            | 9         | 3             | 1            | 0               | 0               | 38            | 10       |
| Empoli                 | 2001–02        | 38            | 16        | 4             | 2            | 0               | 0               | 42            | 18       |
| Empoli                 | 2002–02        | 27            | 13        | 5             | 1            | 0               | 0               | 32            | 14       |
| Empoli                 | 2003–04        | 33            | 5         | 2             | 1            | 0               | 0               | 35            | 6        |
| Empoli                 | Összesen       | 158           | 49        | 19            | 6            | 0               | 0               | 177           | 55       |
| Udinese                | 2004–05        | 33            | 7         | 5             | 4            | 2               | 0               | 40            | 11       |
| Udinese                | 2005–06        | 35            | 8         | 3             | 3            | 10              | 4               | 48            | 15       |
| Udinese                | 2006–07        | 31            | 11        | 2             | 2            | –               | –               | 33            | 13       |
| Udinese                | 2007–08        | 36            | 17        | 1             | 1            | –               | –               | 37            | 18       |
| Udinese                | 2008–09        | 22            | 12        | 1             | 1            | 7               | 3               | 30            | 16       |
| Udinese                | 2009–10        | 35            | 29        | 3             | 0            | –               | –               | 38            | 29       |
| Udinese                | 2010–11        | 36            | 28        | 1             | 0            | –               | –               | 37            | 28       |
| Udinese                | 2011–12        | 36            | 23        | 1             | 1            | 6               | 5               | 43            | 29       |
| Udinese                | 2012–13        | 33            | 23        | 1             | 0            | 8               | 3               | 42            | 26       |
| Udinese                | 2013–14        | 32            | 17        | 2             | 1            | 4               | 2               | 38            | 20       |
| Udinese                | 2014–15        | 33            | 14        | 1             | 4            | –               | –               | 34            | 18       |
| Udinese                | 2015–16        | 23            | 2         | 2             | 2            | –               | –               | 25            | 4        |
| Udinese                | Összesen       | 385           | 191       | 24            | 19           | 37              | 17              | 446           | 227      |
| Karrier összes         | Karrier összes | 606           | 258       | 43            | 25           | 37              | 17              | 686           | 300      |

### Válogatott
| 2002     | 1  | 0  |
| 2003     | 2  | 0  |
| 2004     | 1  | 1  |
| 2005     | —  | —  |
| 2006     | 4  | 1  |
| 2007     | 7  | 3  |
| 2008     | 10 | 4  |
| 2009     | 5  | 0  |
| 2010     | 6  | 1  |
| 2011     | —  | —  |
| 2012     | 6  | 1  |
| Összesen | 42 | 11 |

## Sikerei, díjai

### Válogatott
Olaszország
- Európa-bajnokság: Döntős 2012

### Egyéni elismerés
- Olasz gólkirály (2): 2009–10, 2010–11
- Az év játékosa a Seria A-ban: 2010[41]
- Pallone d'Argento: 2011[42]
- Serie A az év csapata (3): 2010–11,[43] 2011–12,[44] 2012–13[45]
- Az Olasz Kupa gólkirálya (1): 2014–15